# Jagodnik (województwo dolnośląskie)
Jagodnik – wieś w Polsce położona w województwie dolnośląskim, w powiecie świdnickim, w gminie Świdnica.

## Podział administracyjny
W latach 1975–1998 miejscowość administracyjnie należała do województwa wałbrzyskiego.